# إشريكية قولونية
الإشريكية القولونية أو (باللاتينية: Escherichia coli) العصيات القولونية (باللاتينية: Bacillus coli)، هي بكتيريا سلبية الغرام، لاهوائية اختيارية، على شكل قضيب، تنتمي إلى مجموعة القولونيات من جنس الإشريكية. تعيش هذه البكتيريا عادة في الأمعاء السفلى للكائنات ذوات الدم الحار. تشكل معظم سلالات الإشريكية القولونية جزءًا من الميكروبيوم الطبيعي للأمعاء، حيث تمثل حوالي 0.1% من مجموع الكائنات اللاهوائية الاختيارية الأخرى. غالبية هذه البكتيريا غير ضارة أو حتى مفيدة للإنسان، إذ تساهم بعض السلالات في إنتاج فيتامين K2 أو تمنع استعمار الأمعاء بالبكتيريا الممرضة الضارة، مما يعكس علاقة تكافلية بين الإشريكية القولونية والإنسان، حيث يستفيد كل منهما من الآخر.
يتم التخلص من الإشريكية القولونية في البيئة عبر البراز، حيث تنمو فيه بكثافة تحت الظروف الهوائية خلال الأيام الثلاثة الأولى، ثم تبدأ أعدادها في التناقص تدريجيًا. إلا أن بعض الأنماط المصلية مثل الإشريكية القولونية المُمْرِضَة للأمعاء (EPEC) والإشريكية القولونية المُنتِجة للذيفان المِعَوي (ETEC) تُعتبر ممرضة وتسبب حالات خطيرة من التسمم الغذائي. تنتقل هذه السلالات عبر المسار الفموي-البرازي، وهو السبب الرئيسي لتلوث الغذاء، ما يؤدي أحيانًا إلى استدعاء المنتجات الغذائية الملوثة من الأسواق. تستطيع هذه الخلايا البكتيرية البقاء لفترة محدودة خارج جسم العائل، مما يجعلها كائنات مؤشر لاختبار تلوث البيئة بالبراز. ومع ذلك، تشير الأبحاث الحديثة إلى وجود سلالات من الإشريكية القولونية قادرة على البقاء لفترات طويلة والنمو في البيئات الخارجية بعيدًا عن العائل.  
تتميز الإشريكية القولونية بسهولة زراعتها في المختبر وبتكلفة منخفضة، وقد كانت موضوعًا لدراسات مكثفة لأكثر من 60 عامًا. وهي بكتيريا كيميائية التغذية، إذ تحتاج إلى مصدر للكربون والطاقة لنموها. كما تُعتبر واحدة من أكثر بدائيات النوى دراسةً، ولها دور محوري في مجالات التكنولوجيا الحيوية وعلم الأحياء الدقيقة، حيث تُستخدم على نطاق واسع في أبحاث الحمض النووي معاد التركيب. يمكن أن تتضاعف خلال 20 دقيقة فقط. في الظروف المثلى.